# Rue Auguste-Cain
Pour les articles homonymes, voir Auguste Cain et Cain (homonymie).
La rue Auguste-Cain est une voie du 14e arrondissement de Paris, en France.

## Situation et accès
La rue Auguste-Cain est une voie publique située dans le 14e arrondissement de Paris. Elle débute au 56, avenue Jean-Moulin et se termine au 67, rue des Plantes.

## Origine du nom
Elle porte le nom du sculpteur animalier français Auguste Cain (1822-1894).

## Historique

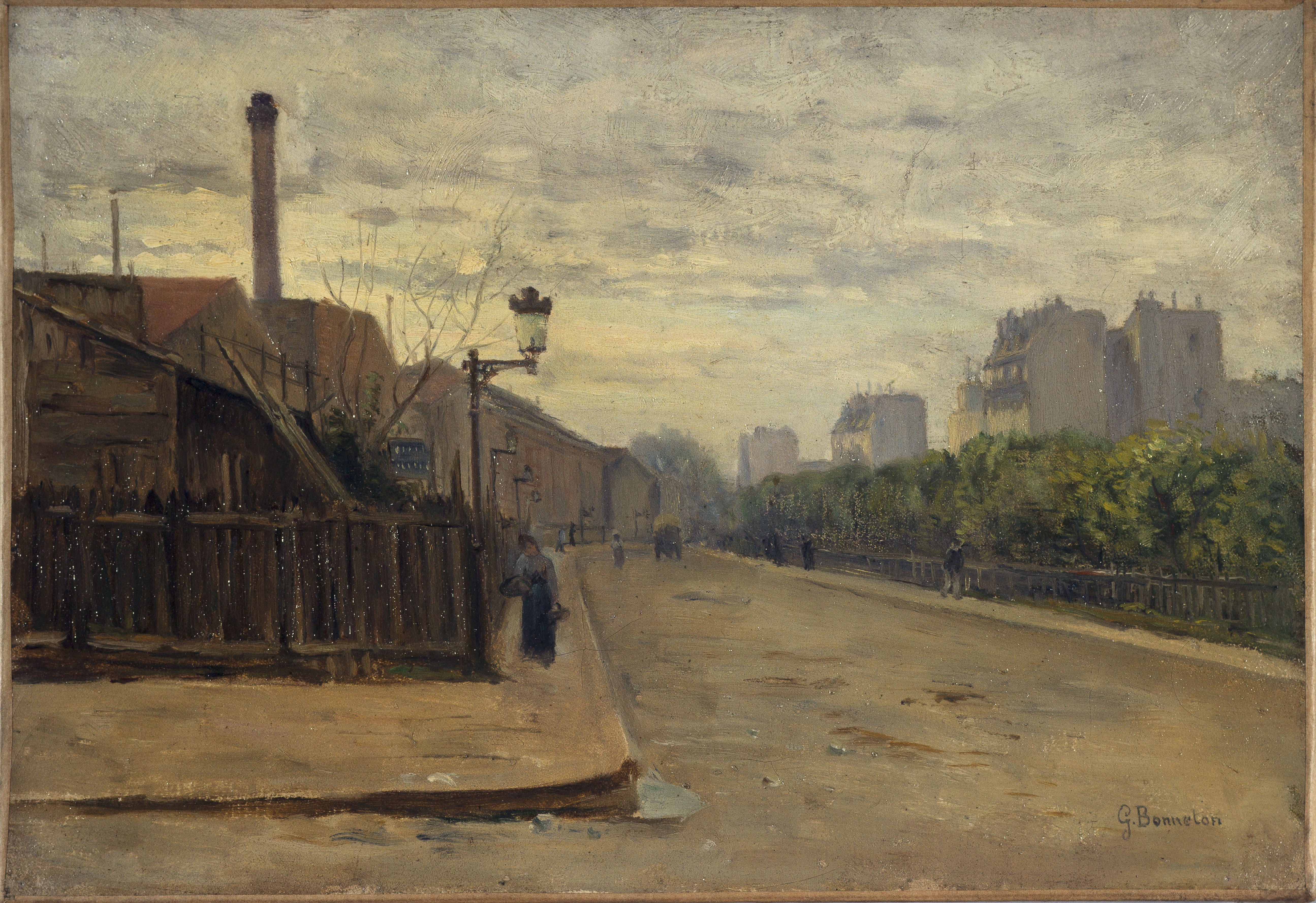
Germain Bonneton - La rue Auguste-Cain (vers 1900)- Musée Carnavalet

La rue Auguste-Cain est ouverte par décret du 6 juillet 1895 et prend sa dénomination actuelle par arrêté municipal du 2 août 1899.